# Aix-Noulette

Aix-Noulette este o comună în departamentul Pas-de-Calais, Franța. În 1 ianuarie 2022 avea o populație de 3.915 de locuitori.